# 宇宙557号
宇宙557号 (俄语：Космос 557) 是对“DOS-3”号空间站的最终命名，它是礼炮计划中的第三个空间站，原计划被作为“礼炮3号”发射，但因其未能在1973年5月11日顺利入轨而被更名为宇宙557号。（这一天同时也是天空实验室发射前的第三日）
由于在发射过程中飞行控制系统出现了预料之外的故障，地面站不得不控制空间站使用变轨发动机以抬升轨道至预定高度，然因变轨过程中燃料消耗量过大，最终导致空间站耗尽能源而失控。由于空间站已经入轨且被西方雷达锁定入册，苏联人转而将这次发射伪装命名为“宇宙557号”，并暗中使其在一周之后再入地球大气层焚毁。